# 高陽ソノ・スカイガンナーズ
高陽ソノ・スカイガンナーズ（コヤン・ソノ・スカイガンナーズ、朝: 고양 소노 스카이거너스、英: Goyang Sono Skygunners）は、大韓民国京畿道高陽市を本拠地とするプロバスケットボールチームである。

## 歴史・概略
韓国バスケットボールリーグが発足される1年前に実業団バスケットボールの東洋製菓バスケット部として創設。翌年同リーグの創設メンバーとして参加。参戦当初は「大邱東洋（テグ・ドンヤン）オリオンズ」と言う名前で、ニックネームのオリオンズは親会社の東洋製菓のブランド名であるオリオンから由来。
2000-01シーズン、主力の殆んどを兵役で欠き、めったな補強もなく、補欠クラスのメンバーだけでシーズンを臨んだ。結果、今もKBL記録として残っている32連敗を含む3勝42敗の大惨敗で最下位。この年の勝利数（3）および勝率（0.067）はともにKBL最低記録として残っている。この年の大苦戦は多くのファンの同情を買い、現在もオリオンズのファンは韓国でチームに対する忠誠度で1、2を争っている。しかし、主力が兵役から帰ってきた2001-02シーズンは、一気に巻き返しに成功、リーグ優勝を果たす。以後、翌年もチャンピオン決定戦に進み、プレイオフ進出も5年連続を記録。
2003年から2011年まで大邱オリオンズ。現在は韓国プロバスケットボールで唯一企業名を外しているが、それは親会社のグループ分離で東洋製菓からオリオンに名称変更したためである。依然として、スナック製品のブランド名であると同時に親会社の新しい名前である「オリオン｣はニック･ネームとして残っている。このため、マスコミでは「大邱」という地名より「オリオンズ」というチーム名で呼ばれることが多かった。2011年6月に高陽市への移転を決定した。

## 主な選手
- キム・ビョンチョル
- キム・スンヒョン
- オ・ヨンジュン
- ディリオン・スニード
- レオ・ライオンズ
- チャールズ・ガルシア